# Sorradile
Sorradile – miejscowość i gmina we Włoszech, w regionie Sardynia, w prowincji Oristano.
Według danych na rok 2004 gminę zamieszkiwało 497 osób, 17,8 os./km². Graniczy z Ardauli, Bidonì, Ghilarza, Nughedu Santa Vittoria, Olzai, Sedilo i Tadasuni.